# I.V.
I.V. è un singolo del gruppo musicale giapponese X Japan, estratto nel 2008 solo come download digitale e non ancora pubblicato su CD, ed è la prima canzone (a parte Without You) composta dopo lo scioglimento e la riunione del gruppo dopo The Last Song.

## Tracce
1. I.V. - 5:04 (Yoshiki - Yoshiki)

## Formazione
- Toshi - voce
- Heath - basso
- Pata - chitarra
- Hide - chitarra
- Yoshiki - batteria & pianoforte

## Panoramica
Nella metà del 2007, Yoshiki, Toshi, Pata ed Heath, decisero di riformare gli X Japan dopo 10 anni di silenzio. In luglio infatti, Yoshiki venne contattato dalla Lionsgate per comporre la colonna sonora del quarto episodio della fortunata serie horror Saw (L'enigmista).
In ottobre, la Lionsgate pubblicò tutte le note di produzione, e successivamente fu confermata la data ufficiale dell'uscita di I.V., esattamente il 18 ottobre. I.V., composta da Yoshiki, ed eseguita da tutti i membri degli X Japan, in più in I.V., è basata da alcune tracce mai pubblicate del chitarrista defunto Hide, dando così l'impressione che a questo progetto abbiano lavorato tutti i membri del gruppo.

## Video Ufficiale
Il video promozionale di I.V., che divenne anche il video ufficiale della canzone, fu girato il 22 ottobre sul tetto dell'Aqua City, ad Odaiba, Tokyo. Il gruppo si è esibito su un grande palco costruito sul tetto del Tokyo Skyscraper, nel frattempo un monitor posizionato a Shibuya, mostrava immagini di Hide.